# Стеван Милованов
Стеван Милованов (Стари Бечеј, 28. јануар 1855 — Нови Сад, 28. април 1946) је био професор и директор Српске православне велике гимназије у Новом Саду.

## Биографија
Основну школу завршио је у Старом Бечеју, гимназију у Новом Саду, а филозофију је студирао у Будимпешти као питомац Текелијанума.
Радио је у Новосадској гимназији од 1878. до 1920. године. Предавао је математику и физику, а једно време и земљопис, природопис, српски језик и стенографију. Након Првог светског рата био је директор Новосадске гимназије, а од 1920. до 1923. године исту дужност обављао је у Женској гимназији.

### Матица српска
Редовни члан Матице српске постао је 1880, а 1883. изабран је за члана Књижевног одељења. У Летопису Матице српске сарађивао од 1882. до 1900. године. Објављивао је оцене рукописа за Матичина издања, приказе књига, чланке и студије. Налазио се и у Пододбору за издавање едиције Књиге за народ. Приредио је први штампани каталог Матице српске (1899).

### Стручни и научни радови
Аутор је више уџбеника за природне науке: Земљопис (1887), Геометријско цртање (1892, 1900, 1911), Минералогија, петрографија и геологија са хемијским основама (1895), Физика (1897) и Алгебра I-III (1900-1903).
Такође је објављивао и радове намењене популаризацији науке, попут Кинетичке теорије ваздушних тела (1883), Физике у Срба (1886), Хемијских елемената (1889), Гаусових логаритама (1894) и Радиоактивне енергије (1906).

## Галерија
- Гробно место са спомеником Стевану Милованову